# 觉罗体德
觉罗体德，满州镶蓝旗人，是一名清朝政治人物。
觉罗体德曾于1808年接替黄定文任松江府知府一职，1809年由唐仲冕接任。